# Roncade
Roncade (Roncade [ɾoŋˈkae] in veneto) è un comune italiano di 14 625 abitanti della provincia di Treviso in Veneto.

## Geografia fisica

### Territorio

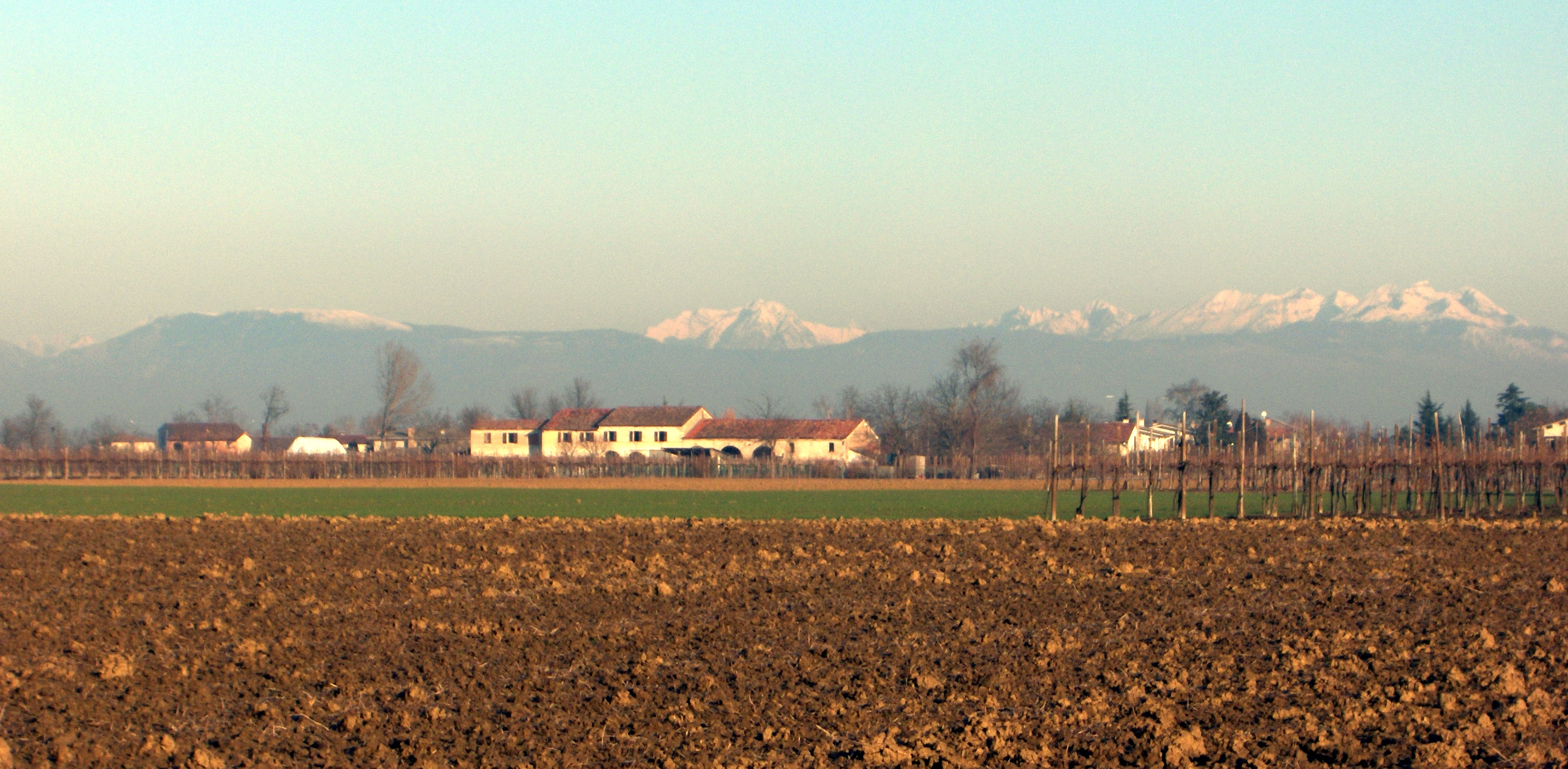
Veduta sulla campagna roncadese

Roncade è una cittadina agricola e industriale situata a 13 chilometri ad est di Treviso, in un territorio fertile e pianeggiante, non lontano dai comuni di Oderzo, Mogliano Veneto, Treviso, e da importanti vie di comunicazione, come le autostrada A27 Mestre-Belluno e A4 Venezia-Trieste e la linea ferroviaria Venezia-Trieste.
Secondo comune della provincia di Treviso in ordine di estensione, confina a sud - est con la città metropolitana di Venezia.
Una delle principali e più recenti vie di comunicazione che attraversato il territorio è la Treviso-Mare, mentre le più antiche sono la via Claudia Augusta Altinate e la via Annia.

### Idrografia
Il territorio roncadese è attraversato in direzione nord-sud dal fiume Musestre che nasce dal vicino comune di Breda di Piave e sfocia sul fiume Sile in località Musestre. Altri fiumi sono il Vallio ed il Meolo ed anch'essi sfociano sul fiume Sile che lambisce per un lungo tratto il confine sud del comune.

## Storia

### Preistoria
Testimonianze della presenza umana si hanno a partire dal neolitico. Nel 1937 presso le officine Menon in vicinanza al centro di Roncade, sono emersi resti di ossa umane assieme ad alcune punte di freccia in selce ed un coltello. Si tratta di una sepoltura tipica del periodo che va dal IV millennio a.C. alla metà III millennio a.C. Altri reperti, emersi tra il 1992 e il 1994 in una campagna di scavi condotti in località San Andrea del Riul, a nord est di Roncade in vicinanza al fiume Vallio, testimoniano la presenza di un villaggio risalente alla fine del V o agli inizi del IV millennio a.C. Altri reperti nello stesso luogo riguardano la metà del IV millennio a.C.

### L'epoca romana
Grazie alla vicinanza di Altino, grosso centro commerciale e nodo di comunicazioni, durante l'epoca romana nell'attuale comune di Roncade, presso la odierna frazione di Musestre si visse un periodo di grande sviluppo e ricchezza, poiché le piccole comunità stanziatesi nel territorio compresero le grandi possibilità di arricchirsi attraverso i commerci che venivano effettuati attraverso le strade vicine. Proprio a causa del commercio e della sempre crescente espansione romana nei territori circostanti le Alpi, si sentì la necessità di costruire una rete stradale efficiente in grado di collegare la capitale con le zone più remote dell'Impero. Le due strade passanti per il territorio roncadese erano la via Claudia Augusta Altinate e la via Annia. La prima, costruita nel 15 a.C. dal generale Druso, aveva il compito di trasportare risorse nei territori della Gallia Transalpina appena conquistati, mentre la seconda, tracciata con ogni probabilità nel II secolo a.C. collegava (anche se non se ne conosce bene il percorso) la città di Patavium (Padova) con l'importante centro di Aquileia. Durante tutta l'epoca romana la zona delle attuali drazioni di Musestre dove vi era il castro romano e san Cipriano rivestirono un ruolo importante, diventando un centro di produzione e un nodo commerciale: mansioni rilevanti, come testimoniano i ritrovamenti nel territorio di un'urna cineraria, di un sarcofago nei pressi della torre di Musestre e di una maschera teatrale. Con la progressiva decadenza dell'Impero intorno al III secolo d.C. il territorio, precedentemente sfruttato e coltivato regolarmente, si ricoprì, come nel passato, di boschi e subì l'invasione delle popolazioni barbariche, e, in seguito, conobbe l'espandersi del Cristianesimo.

### Il Medioevo e la Serenissima

#### L'epoca medievale e i Collalto
L'epoca medievale vede l'anima di Roncade trasformarsi radicalmente: non centro commerciale e di produzione, bensì agglomerato di piccole comunità agricole che si occupano della coltivazione dei propri poderi raggiunti grazie ad una capillare rete stradale.
Come nei dintorni, anche nel territorio di Roncade sorgono alcuni fortilizi: è il caso dei castelli di Biancade e Musestre, quest'ultimo residenza di Eberardo del Friuli, padre dell'imperatore Berengario del Friuli. Intorno al X secolo la famiglia dei Collalto, nobili di origine longobarda, entra in possesso del territorio di Roncade. Nell'XI secolo questi fondano a Nervesa l'Abbazia di Sant'Eustachio, dalla quale dipesero per secoli quasi tutte le chiese dell'attuale comune; l'antica pieve di Vallio dipese dalla vicina abbazia di Monastier (VII-VIII secolo), mentre la pieve di San Cipriano dipese dal monastero di San Cipriano di Murano.

#### L'influenza della Serenissima
Dopo il periodo medievale, Roncade vide l'arrivo nella sua zona di numerose famiglie patrizie venete in cerca di luoghi tranquilli dove stabilire residenze e ville di campagna. Ecco indicate le principali famiglie che diedero vita a questo esodo: i Guidotti, parenti dei Collalto, i Celotto, i Morelli, i Morosini, i Badoer, i Correr, i Pisani, i Barbarigo, i Tiepolo, i Foscolo, i Memo-Mocenigo, i Venier, i Pesaro e, non ultimi i Tron i cui possedimenti diedero vita all'attuale frazione di Ca' Tron. Grazie a questo sviluppo la repubblica della Serenissima, che già aveva preso il controllo della Marca da un bel pezzo, estese il suo dominio e lo fece durare ben quattro secoli. La vita economica della Serenissima e l'opera attiva e caritatevole dei Benedettini permisero al territorio roncadese di vedere la nascita di numerosi piccoli centri abitati e di diventare il vero centro dell'economia locale. Questo sviluppo, sebbene fiorente e duraturo, fu non poco ostacolato dalla peste e dalle inondazioni del Sile.

### L'età napoleonica
La Serenissima, oltre allo sviluppo, portò anche forti differenziazioni sociali basate sulla politica del latifondo, che si accentuarono quando salì al potere in Italia Napoleone Bonaparte. Divenuta un cantone del Regno d'Italia, passata successivamente sotto il controllo dell'Austria, Roncade ritornò definitivamente nel territorio italiano nel 1866, momento in cui però fu considerata una terra d'abbandono. Buona parte della popolazione fu costretta ad emigrare fuori del Veneto ed oltreoceano. Pochi decenni dopo si svilupparono nella zona numerose attività d'artigianato gestite da famiglie celebri veneziane e trevigiane. Dopo le devastazioni subite dalle due guerre mondiali, tutte queste attività artigianali si trasformarono in varie industrie medio-piccole, che caratterizzano tutt'oggi gran parte del panorama economico veneto.

### Simboli
Lo stemma e il gonfalone sono stati concessi con decreto del presidente della Repubblica del 20 giugno 1956.
Il gonfalone è un drappo partito di bianco e di azzurro.

### Onorificenze
A Roncade è stato riconosciuto il titolo di città dal presidente della Repubblica, Carlo Azeglio Ciampi in data 16 gennaio 2004.

## Monumenti e luoghi d'interesse

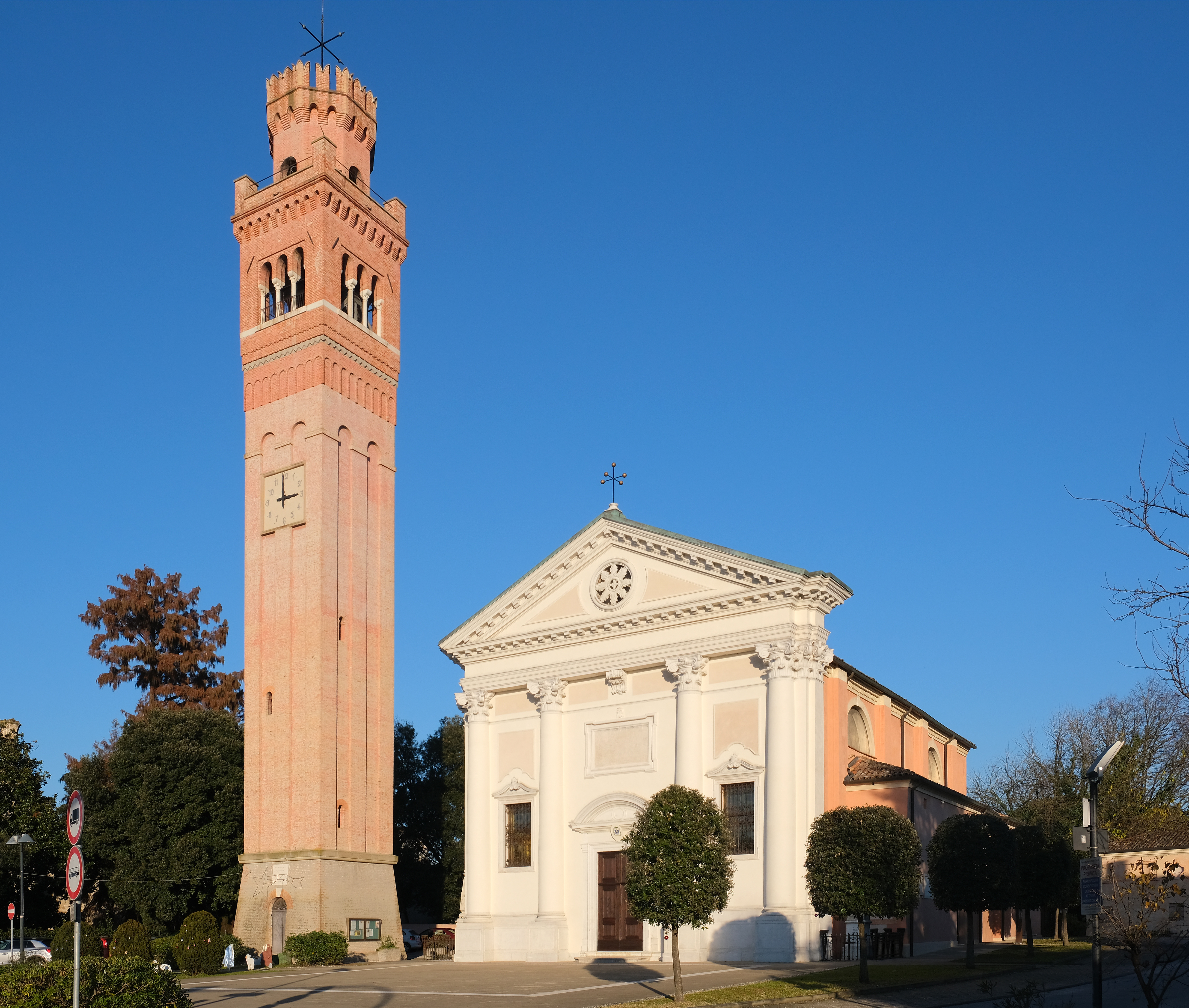
Facciata della chiesa di Ognissanti

### Chiesa di Ognissanti in Roncade
L'arcipretale di Roncade si presenta al visitatore con la sua maestosa ed elegante facciata in stile neoclassico eseguita nel 1768 su disegno dell'architetto vicentino Ottavio Bertotti Scamozzi.
La chiesa fu edificata a partire dal 1527 ed ultimata nel 1566, anche se molto probabilmente si tratta della ricostruzione di una precedente più piccola. Essa conserva al suo interno uno dei più raffinati cicli pittorici del Settecento veneto, con artisti della scuola del Tiepolo, nel contesto di una sontuosa cornice di stucchi e decori in stile barocco. Sono presenti numerose opere di Francesco Zugno eseguite tra il 1748 e il 1770. Altri artisti presenti nello stesso periodo sono Gaspare Diziani e Gaetano Zompini. Il soffitto della navata è affrescato da Girolamo Brusaferro nel 1717. L'organo, del XX secolo, è dei Fratelli Ruffatti.

### Chiese e Oratorie di Roncade
- Chiesa di Tutti i Santi - Roncade
- Oratorio di Sant'Anna presso Villa Giustinian - Castello di Roncade
- Oratorio di Sant'Anna presso Villa Torresini Crosato - Roncade
- Oratorio di San Giacomo - San Giacomo di Roncade
- Chiesa Antica di San Cipriano - San Cipriano di Roncade
- Chiesa San Cipriano Santi Cornelio e Cipriano  - San Cipriano di Roncade
- Oratorio del Enrico da Bolzano - Biancade
- Oratorio di Santa Maria di Castello - Biancade
- Chiesa di San Giovanni Battista - Biancade
- Oratorio di Sant'Andrea Apostolo/Chiesa di Sant’Andrea di Riul - Biancade
- Chiesa di San Nicola Vescovo - Vallio
- Chiesa di Sant'Ulderico Vescovo - Musestre
- Oratorio della Beata Vergine dell’Ascolto - Musestre
- Oratorio della Beata Vergine della Salute - Musestre

- Chiesa di Maria Immacolata - Ca’ Tron

### Villa Giustinian

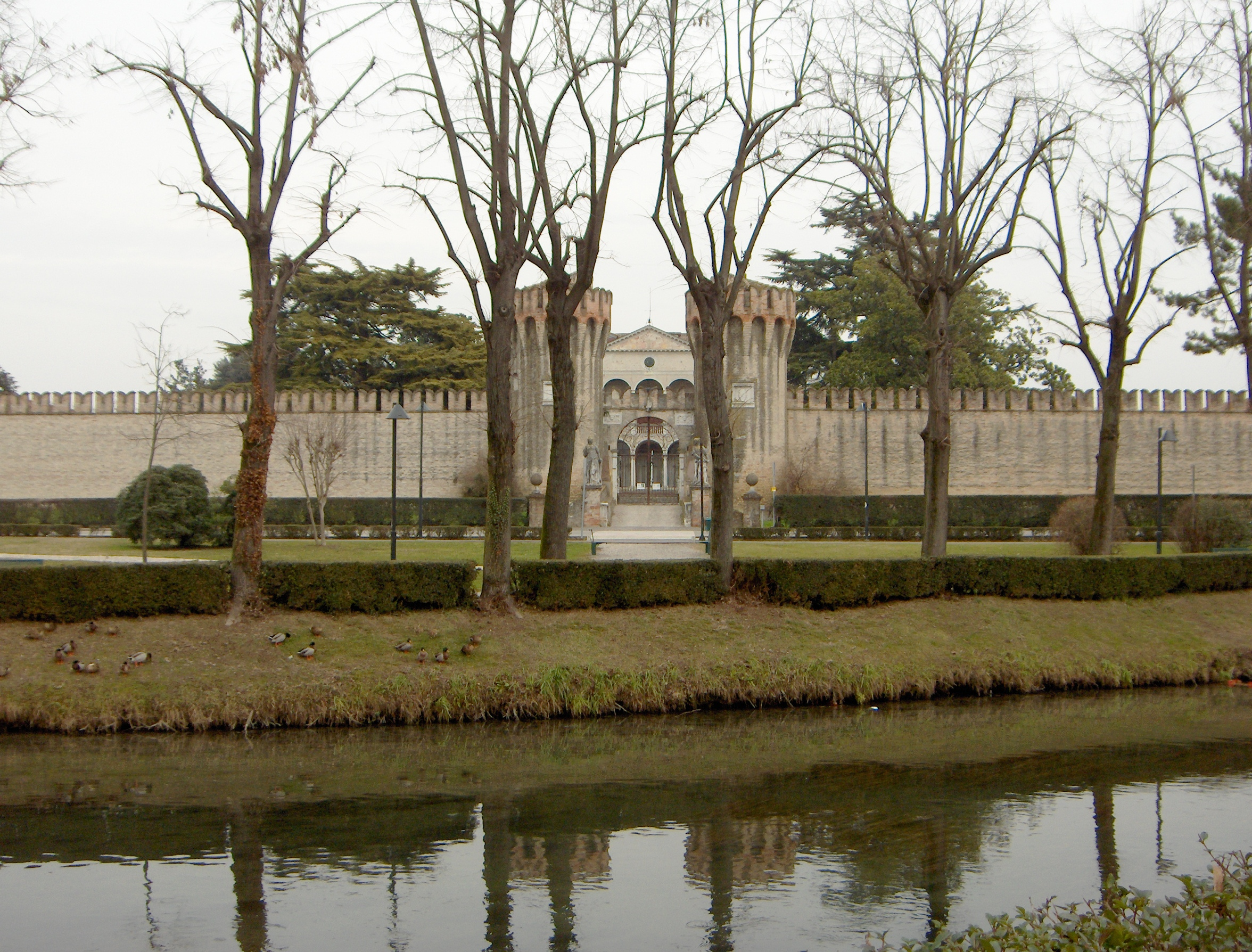
Villa Giustinian vista dal Musestre

Le origini di Villa Giustinian sono piuttosto antiche e risalgono già al 900, quando tale villa appariva come un semplice maniero edificato sotto l’imperatore Ottone II e in seguito donato da lui stesso ai conti Collalto; successivamente questa costruzione venne distrutta da Cangrande della Scala. In seguito, nei primi anni del Cinquecento, il patrizio veneto Girolamo Giustinian fece erigere sempre nello stesso luogo la villa che oggi si può ammirare.
Oggi il “Castello di Roncade” è l’unica villa veneta esistente circondata da mura medievali e questo è indubbiamente uno dei motivi principali per i quali essa merita di essere conservata, valorizzata e fatta conoscere nella maniera più consona possibile. È certamente una componente fondamentale della città di Roncade e del territorio circostante dal punto di vista storico-artistico ma anche dal punto di vista vitivinicolo, infatti il castello è anche la sede di un’importante cantina, le cui origini risalgono all'incirca agli anni ’30 del 1900.

### Ville venete
Di seguito è riportato l'elenco delle ville venete vincolate, presenti sul territorio comunale di Roncade, oltre a Villa Giustinian:
- Villa Torresini, Crosato, in via G. Garibaldi[9][10]
- Villa Morosini, in via P. Bordone, località Biancade[11][12]
- Villa Barbarigo, Selvatico, in via G. D'Annunzio, località Biancade[13][14]
- Villa Selvatico, Tonon, in via Ca' Morelli[15][16]
- Villa Ca' Morelli, Bembo, in via Ca' Morelli, località Biancade[17][18]
- Villa Manera, Gambirasi, in via G. Garibaldi[19][20]
- Villa Grosso, in via Roma[21][22]
- Villa Correr, Pisani, in via Marconi, località Santa Fosca[23][24]

Altre Ville Venete presenti nel territorio di Roncade:
- Villa Calvi, Brandolini, Anselmi, in via Dary, località Biancade[25]
- Villa Acerboni, in via Pistor, località Roncade[26]
- Villa Ziliotto, in via Roma, località Roncade[27]
- Villa Vianello, in via Roma, località Roncade[28]
- Villa Campesan, in via 'Ca Morelli, località Roncade[29]
- Villa Piccini, in via San Cipriano, località San Cipriano[30]
- Villa Pasquali, in via Pantiera, località Roncade[31]
- Villa Dary, in via Dary, località Biancade[32]
- Casa Giustinian, in Largo Giustinian, località Roncade[33]
- Villa Perinotto, in via Roma, località Roncade[34]
- Villa Lettis, in via Roma, località Roncade[35]
- Villa Seicentesca, in via Roma, località Roncade[36]

### Monumento ai caduti

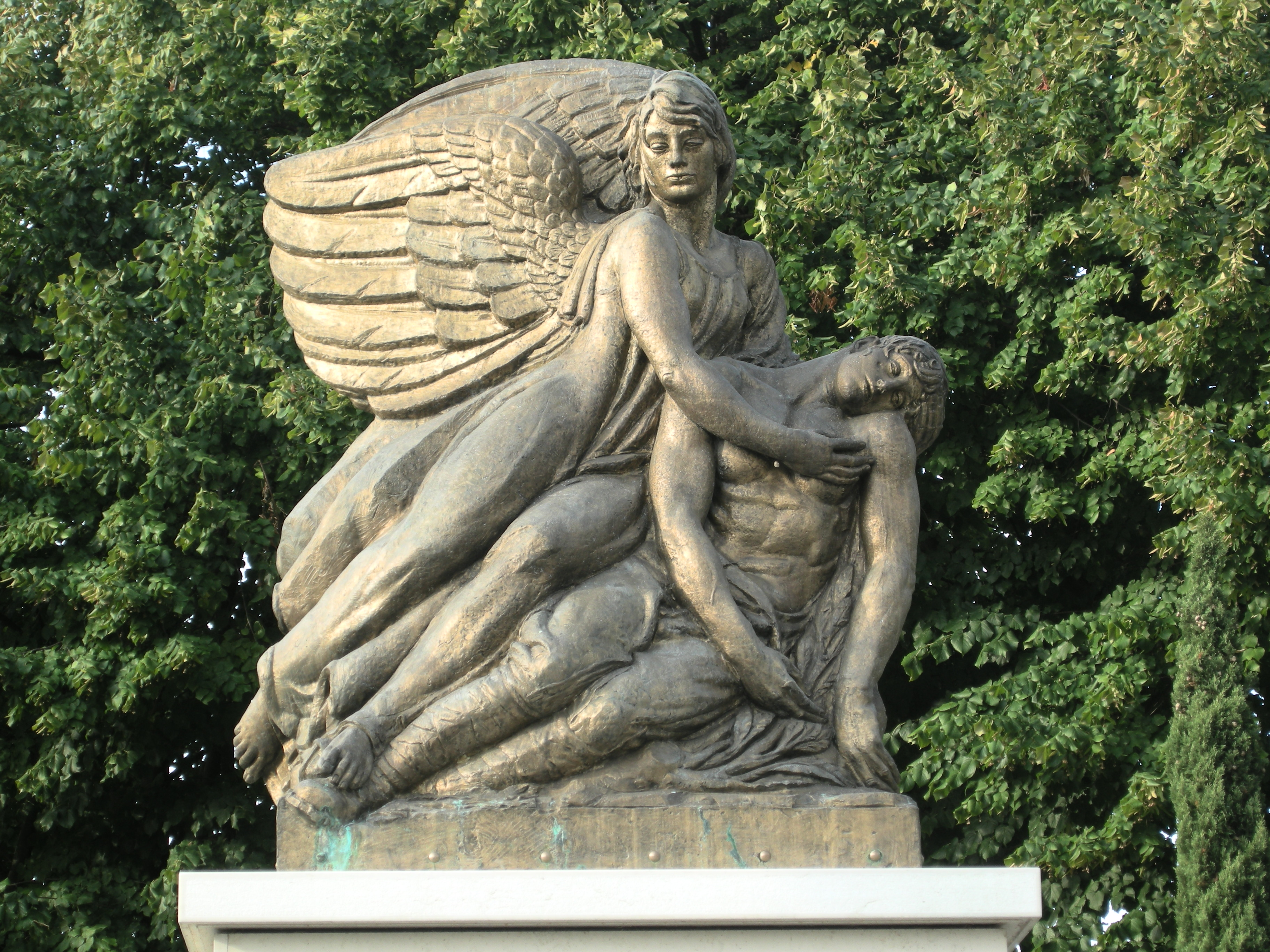
Monumento ai caduti della guerra '15 '18

Il monumento ad opera dello scultore fiorentino Libero Andreotti, venne inaugurato il 23 giugno 1924. Sul basamento originale vennero riportati i nomi dei caduti della grande guerra. L'iniziativa della realizzazione del monumento ai caduti, venne condotta da un comitato di cittadini di Roncade, diretto dal dott. Cav. Gaetano Ziliotto con il contributo di tutta la cittadinanza. Successivamente le iscrizioni sono state integrate con i nomi dei caduti della 2ª guerra mondiale.
Nel 2006 è stato condotto con il contributo di uno sponsor locale, un discutibile intervento di restaurato. Il basamento originale è stato ricoperto da lastre i marmo bianco, modificando così le proporzioni del monumento. Oggi rimane comunque la pregevole statua in bronzo che rappresenta la Vittoria alata nell'atto di sollevare il soldato caduto in battaglia. Il monumento è situato all'interno di un piccolo parco di fronte al castello, in riva al fiume Musestre.
Nei pressi del parco, nella punta sud dell'isola sul fiume, si trova un altro più modesto monumento a ricordo della Battaglia del solstizio eretto nel 1971 ad opera della Sezione Artiglieri di Roncade.

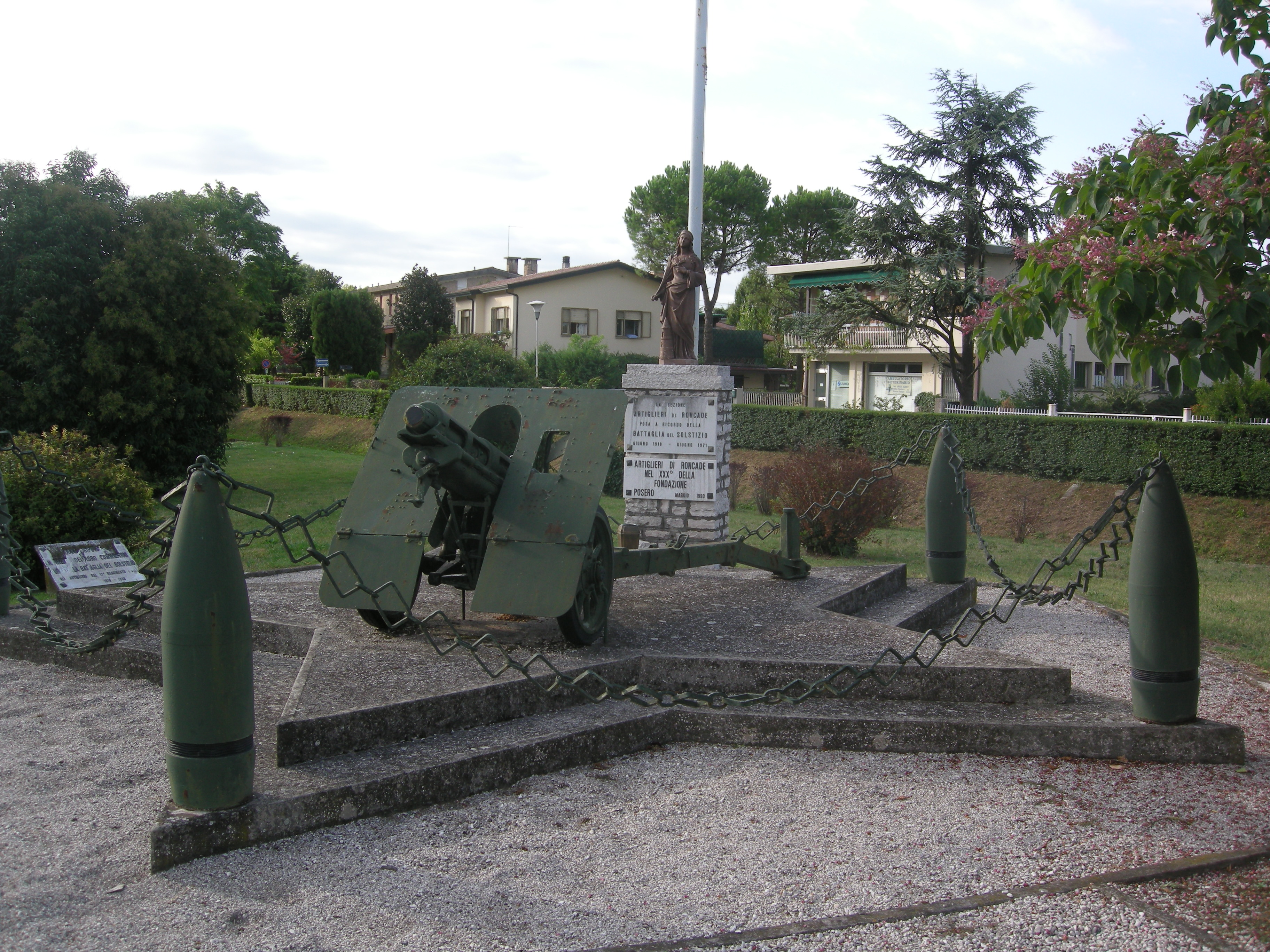
Monumento a ricordo della battaglia del solstizio

Il monumento è stato negli ultimi anni ristrutturato.

## Società

### Evoluzione demografica
Abitanti censiti

### Etnie e minoranze straniere
Al 31 dicembre 2017 gli stranieri residenti nel comune erano 771, ovvero il 5,3% della popolazione. Di seguito sono riportati i gruppi più consistenti:
1. Romania 147
2. Macedonia 68
3. Albania 68
4. Marocco 57
5. Kosovo 51
6. Burkina Faso 48
7. Moldavia 44
8. Ucraina 44
9. Cina 24
10. Nigeria 20

## Geografia antropica

### Urbanistica

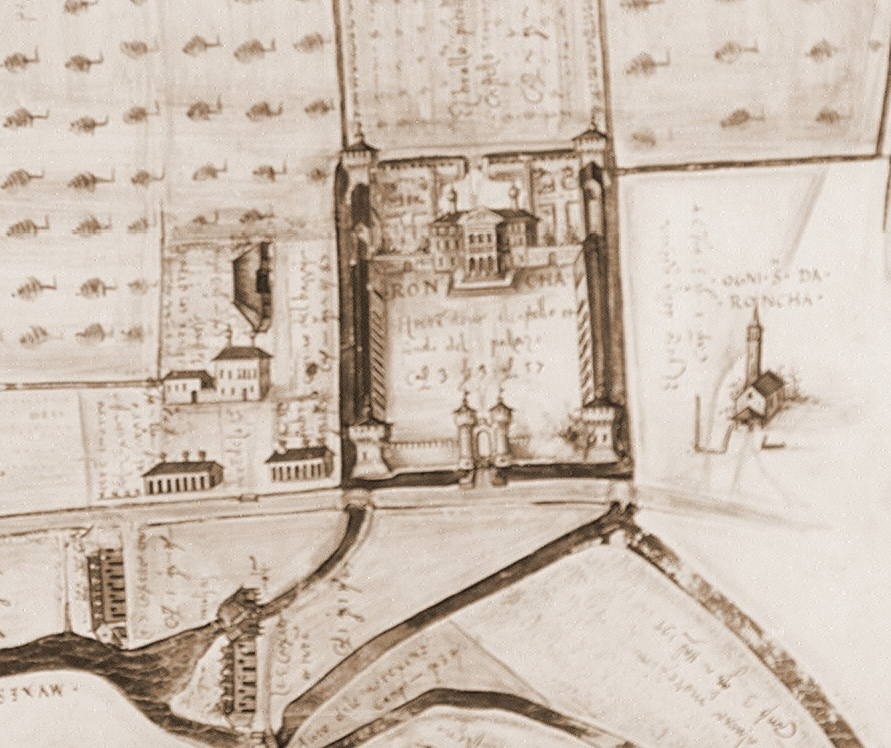
Mappa del 1536: in evidenza villa Giustinian e la parrocchiale.

Chi vede per la prima volta il centro storico della città di Roncade, non può non accorgersi della sua spiccata se pur elementare impostazione urbanistica. Disposta lungo l'asse Nord-Sud parallelo al fiume Musestre, il centro di Roncade si sviluppa nei primi anni del Cinquecento. L'elemento centrale di aggregazione è la villa Giustinian (Castello) ora Ciani Bassetti.
Già da una mappa del 1536 si può leggere l'impronta urbanistica caratterizzata dalla correlazione di tre ambiti o momenti emblematici della comunità di allora e cioè, la villa (castello) che rappresenta il potere economico-politico, la piazza punto di aggregazione del popolo e la chiesa con il sagrato per la componente religiosa e spirituale.
Dal catasto napoleonico e da alcune foto dei primi del Novecento si evidenzia chiaramente la valenza urbanistica della piazza attorno al municipio vecchio a al teatro comunale. Tutti elementi che ora risultano cancellati dal passaggio della strada provinciale Mogliano-Oderzo avvenuto a metà del Novecento.
Da questa data in poi i criteri urbanistici avulsi da ogni scientificità, hanno prodotto un'espansione a macchia d'olio, creando congestioni su un tessuto talvolta disordinato, con discutibili restauri e la demolizione di antichi edifici.
Il boom economico del dopoguerra, ha dato origine a numerosi insediamenti produttivi, con una maggiore concentrazione nel centro della frazione di Biancade con opifici di importanza nazionale nel settore del mobile.
A Roncade oltre a tutte le infrastrutture della scuola dell'obbligo e per servizi di interesse comune, sono presenti: una Residenza per anziani convenzionata, una Caserma dei Carabinieri, un impianto natatorio, un palazzetto dello sport, uno stadio olimpico, una Biblioteca comunale con centro giovani, un centro anziani con bocciodromo e un distretto sanitario ULSS n. 9 con ambulatori.
Dal 2006 sta facendo parecchio discutere la costruzione (al 2009 ancora in corso) di un parco commerciale (Outlet Gallery) a nord della città, lungo la strada Treviso-mare a ridosso di un'ampia zona industriale, per le conseguenze che potrebbe avere sul già malridotto assetto viabilistico e sull'economia del commercio locale. Molti sono gli articoli giornalistici e le prese di posizione critiche soprattutto da parte della categoria dei commercianti locali.

### Frazioni, località e borghi
Le frazioni oltre a Roncade capoluogo, sono: Biancade, Ca' Tron, Musestre, San Cipriano e Vallio. Ci sono inoltre alcune località che un tempo erano frazioni a sé stanti ed ora accorpate ma ancora ben connotate quali: San Andrea del Riul e Castello a nord di Biancade, San Giacomo ad est di Roncade, Santa Fosca a sud di San Cipriano, San Muffio e Bagaggiolo ed est di Musestre.

### Variazioni
La circoscrizione territoriale ha subito le seguenti modifiche: nel 1877 aggregazione della frazione Biancade staccata dal soppresso comune di Spercenigo (Censimento 1871: pop. res. 1182).

## Economia
L'economia che fino a metà Novecento era esclusivamente legata all'agricola tranne importanti eccezioni quali le Officine Menon (1875), ha conosciuto nel dopoguerra un notevole sviluppo specie con importanti aziende nel settore del mobile, realtà ancora oggi di importanza nazionale. Gli ultimi decenni del Novecento un forte sviluppo delle medie e piccole ditte artigiane nel settore dell'alta tecnologia ha portato nel territorio ricchezza ed occupazione.
L'agricoltura roncadese riveste ancora un ampio interesse soprattutto nel settore enologico data la presenza di vitigni tipici di notevole pregio.
Il comune ha ricevuto l'ambito premio di Comune Riciclone per l'anno 2012 grazie alla percentuale più alta d'Italia di rifiuti riciclati tra i comuni con più di 10 000 abitanti.

## Amministrazione

### Sindaci fino al 1946
| Periodo | Periodo | Primo cittadino     | Partito | Carica                  | Note |
| ------- | ------- | ------------------- | ------- | ----------------------- | ---- |
| 1868    | 1870    | Giovanni Torresini  |         | Podestà                 |      |
| 1871    | 1873    | Giovanni Berengan   |         | Podestà                 |      |
| 1890    | 1891    | Carlo Radaelli      |         | Sindaco                 |      |
| 1892    | 1895    | Adriano Boscolo     |         | Sindaco                 |      |
| 1895    | 1899    | Ettore Carlo Zanon  |         | Sindaco                 |      |
| 1899    | 1901    | Giuseppe Lattes     |         | Sindaco                 |      |
| 1901    | 1905    | Carlo Radaelli      |         | Sindaco                 |      |
| 1905    | 1906    | Giulio Forza        |         | Sindaco                 |      |
| 1906    | 1907    | Silvestro Selvatico |         | Sindaco                 |      |
| 1911    | 1913    | Luigi Coletto       |         | Sindaco                 |      |
| 1913    | 1914    | Antonio Dall'Acqua  |         | Sindaco                 |      |
| 1914    | 1917    | Antonio Torresini   |         | Sindaco                 |      |
| 1921    | 1922    | Antonio Trevisin    |         | Sindaco                 |      |
| 1922    | 1923    | Alessandro Berengan |         | Sindaco                 |      |
| 1923    | 1925    | Angelo Acerboni     |         | Sindaco                 |      |
| 1926    | 1926    | Angelo Acerboni     |         | Commissario prefettizio |      |
| 1927    | 1927    | Angelo Acerboni     |         | Podestà                 |      |
| 1928    | 1929    | Vincenzo Ragusa     |         | Commissario prefettizio |      |
| 1930    | 1930    | Giuseppe Dolfo      |         | Commissario prefettizio |      |
| 1931    | 1932    | Giuseppe Dolfo      |         | Podestà                 |      |
| 1932    | 1938    | Gino Mattei         |         | Commissario prefettizio |      |
| 1938    | 1941    | Alberto Cimenti     |         | Commissario prefettizio |      |
| 1941    | 1942    | Dante Pelizzaro     |         | Commissario prefettizio |      |
| 1942    | 1944    | Galeazzo Moreno     |         | Commissario prefettizio |      |
| 1944    | 1945    | Mario Renzi         |         | Commissario prefettizio |      |
| 1945    | 1946    | Vittorio Veronese   |         | Commissario prefettizio |      |

### Sindaci dal 1946
|                                                      | Luigi Menon          | Democrazia Cristiana          | 1946-1946      | 1946 |
|                                                      | Lino Dalla Torre     | Democrazia Cristiana          | 1946-1947      | 1946 |
|                                                      | Attilio Pasin        | Democrazia Cristiana          | 1947-1948      | 1947 |
|                                                      | Giuseppe Schiavon    | Democrazia Cristiana          | 1948-1956      | 1948 |
| 1953                                                 | Giuseppe Schiavon    | Democrazia Cristiana          | 1948-1956      |      |
|                                                      | Gilberto Battistella | Democrazia Cristiana          | 1956-1966      | 1956 |
|                                                      | Primo Schiavon       | Democrazia Cristiana          | 1966-1973      | 1966 |
|                                                      | Diego Boscato        | Democrazia Cristiana          | 1973-1980      | 1973 |
|                                                      | Gabriele Doratiotto  | Democrazia Cristiana          | 1973-1993      | 1973 |
| 1980                                                 | Gabriele Doratiotto  | Democrazia Cristiana          | 1973-1993      |      |
| Sindaci eletti direttamente dai cittadini (dal 1993) |                      |                               |                |      |
|                                                      | Ivano Sartor         | Democrazia Cristiana          | 1993-2004      | 1993 |
| 1999                                                 | Ivano Sartor         | Democrazia Cristiana          | 1993-2004      |      |
|                                                      | Simonetta Rubinato   | lista civica (centrosinistra) | 2004-2014      | 2004 |
| 2009                                                 | Simonetta Rubinato   | lista civica (centrosinistra) | 2004-2014      |      |
|                                                      | Pieranna Zottarelli  | lista civica (centrosinistra) | 2014-2024      | 2014 |
| 2019                                                 | Pieranna Zottarelli  | lista civica (centrosinistra) | 2014-2024      |      |
|                                                      | Marco Donadel        | lista civica (centrodestra)   | 2024-In carica | 2024 |

## Galleria d'immagini

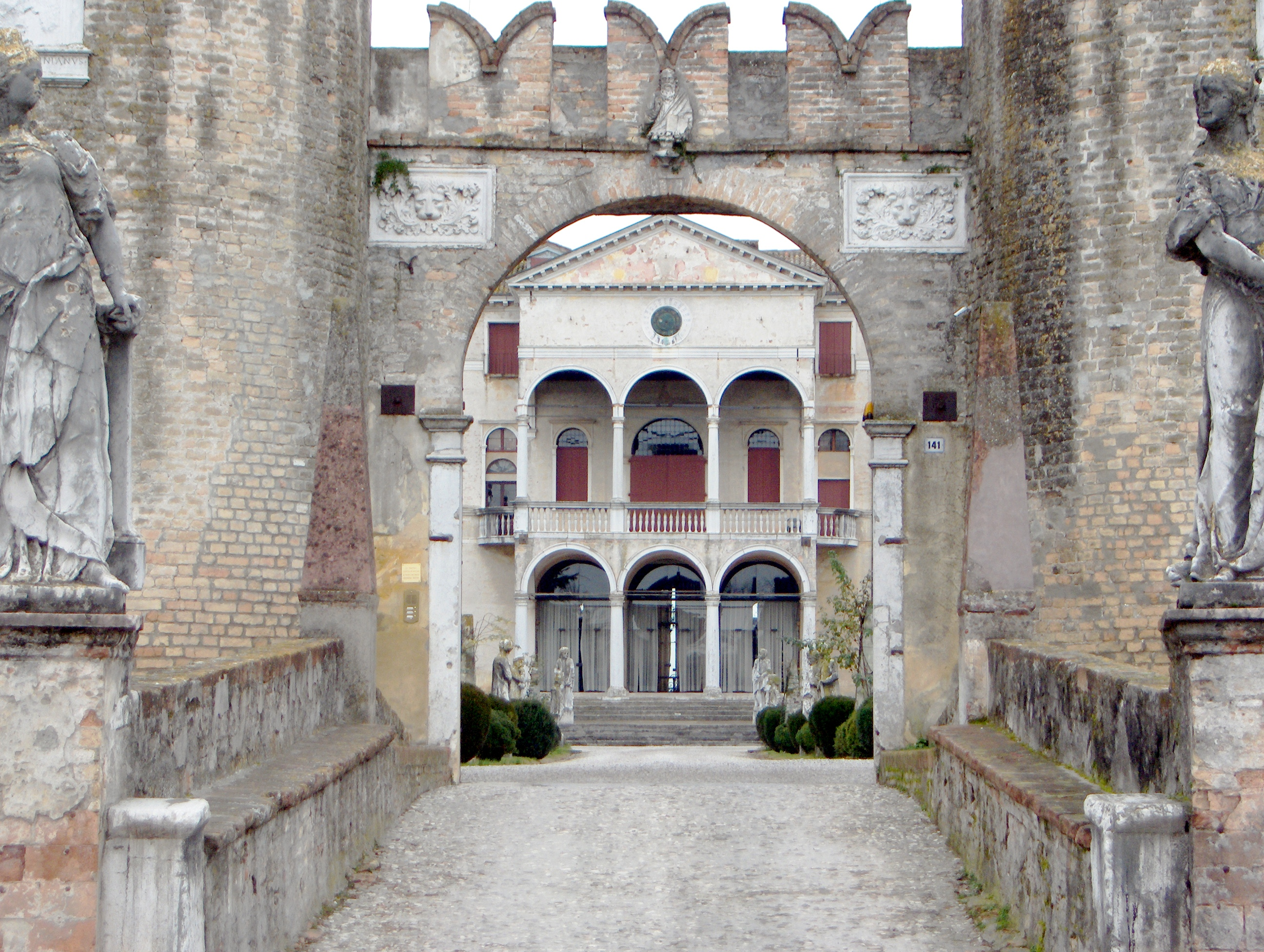
Portale di Villa Giustinian
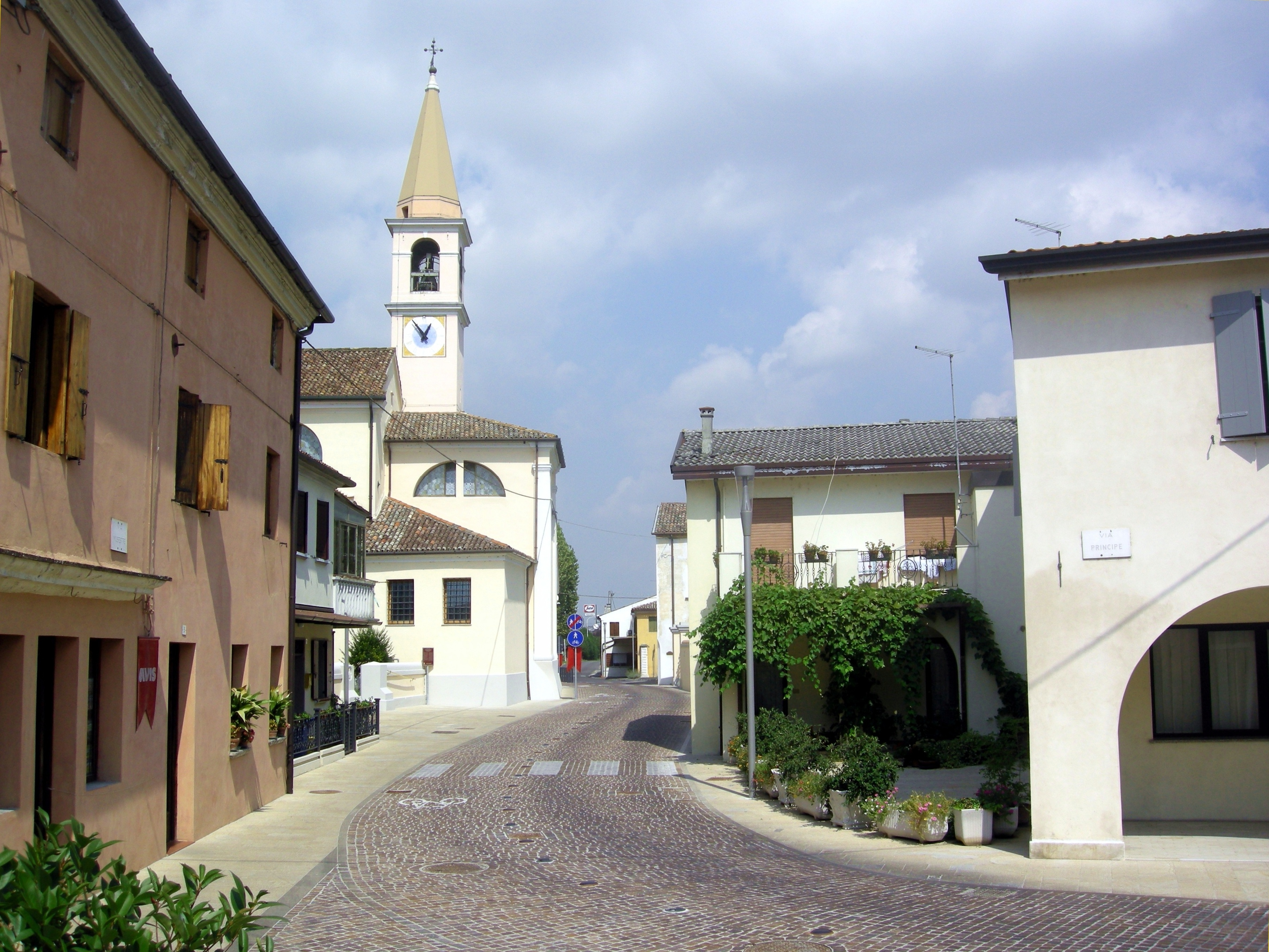
Musestre, centro storico
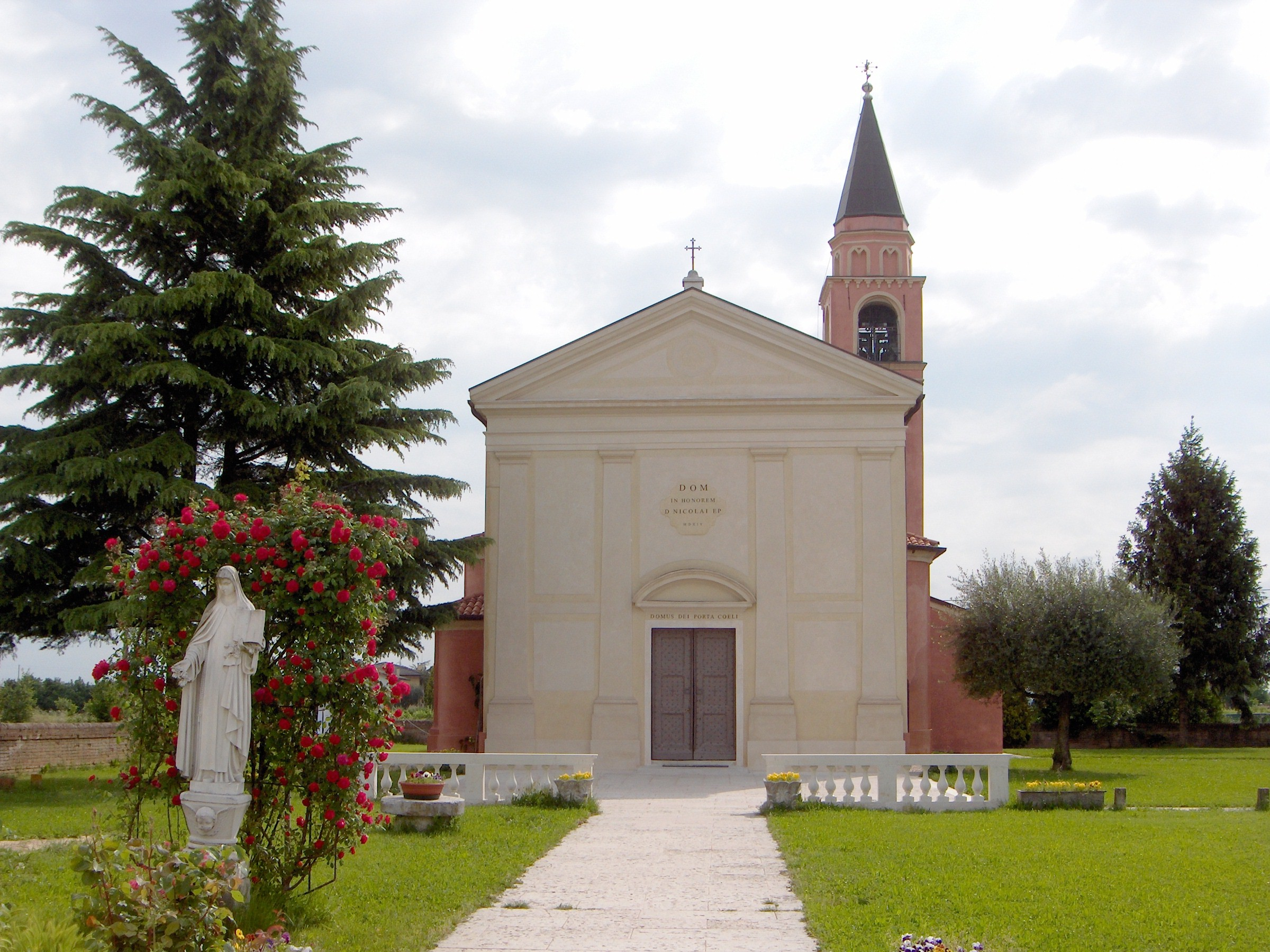
Vallio, Chiesa Parrocchiale
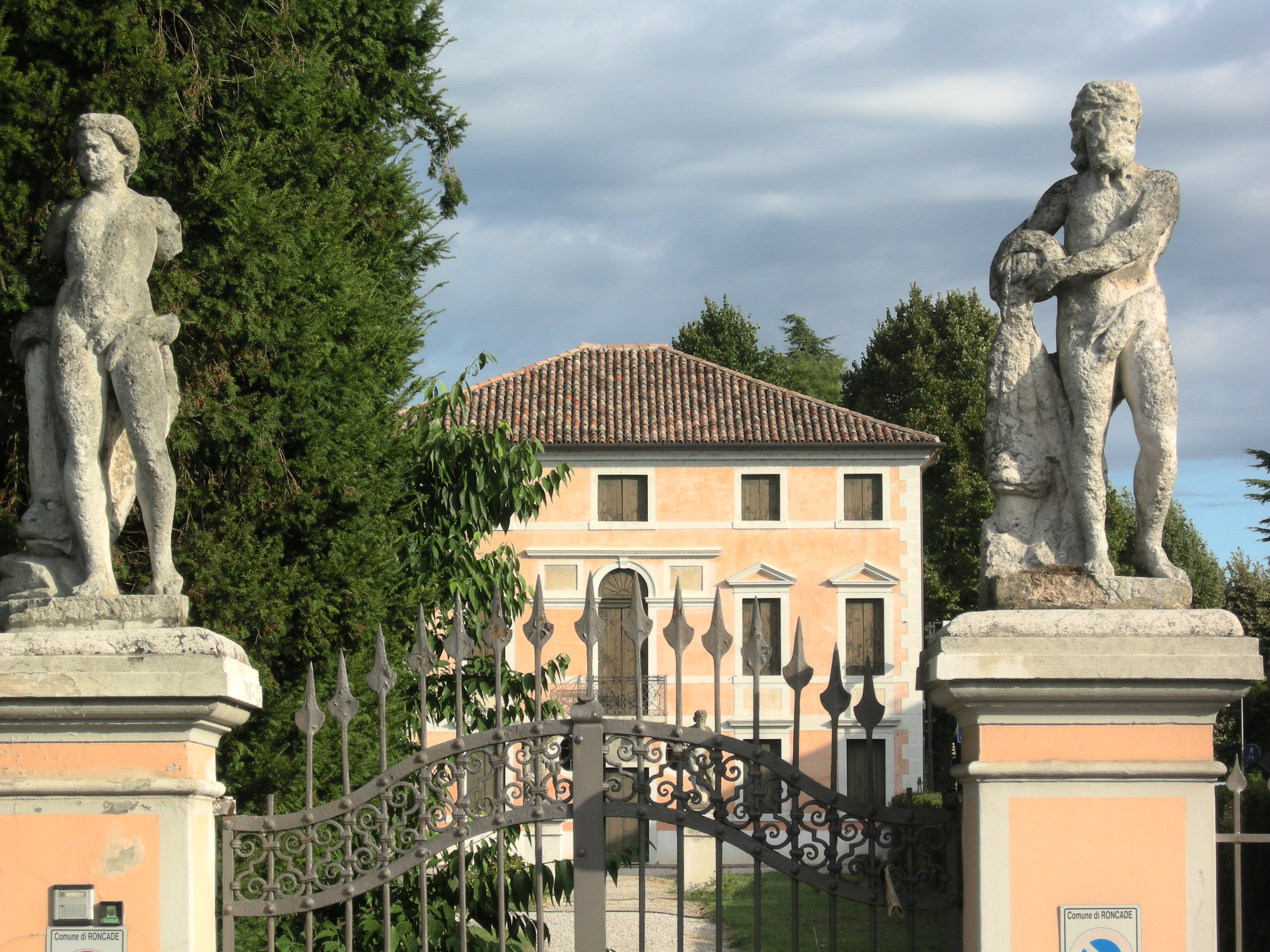
Veduta su villa Ziliotto
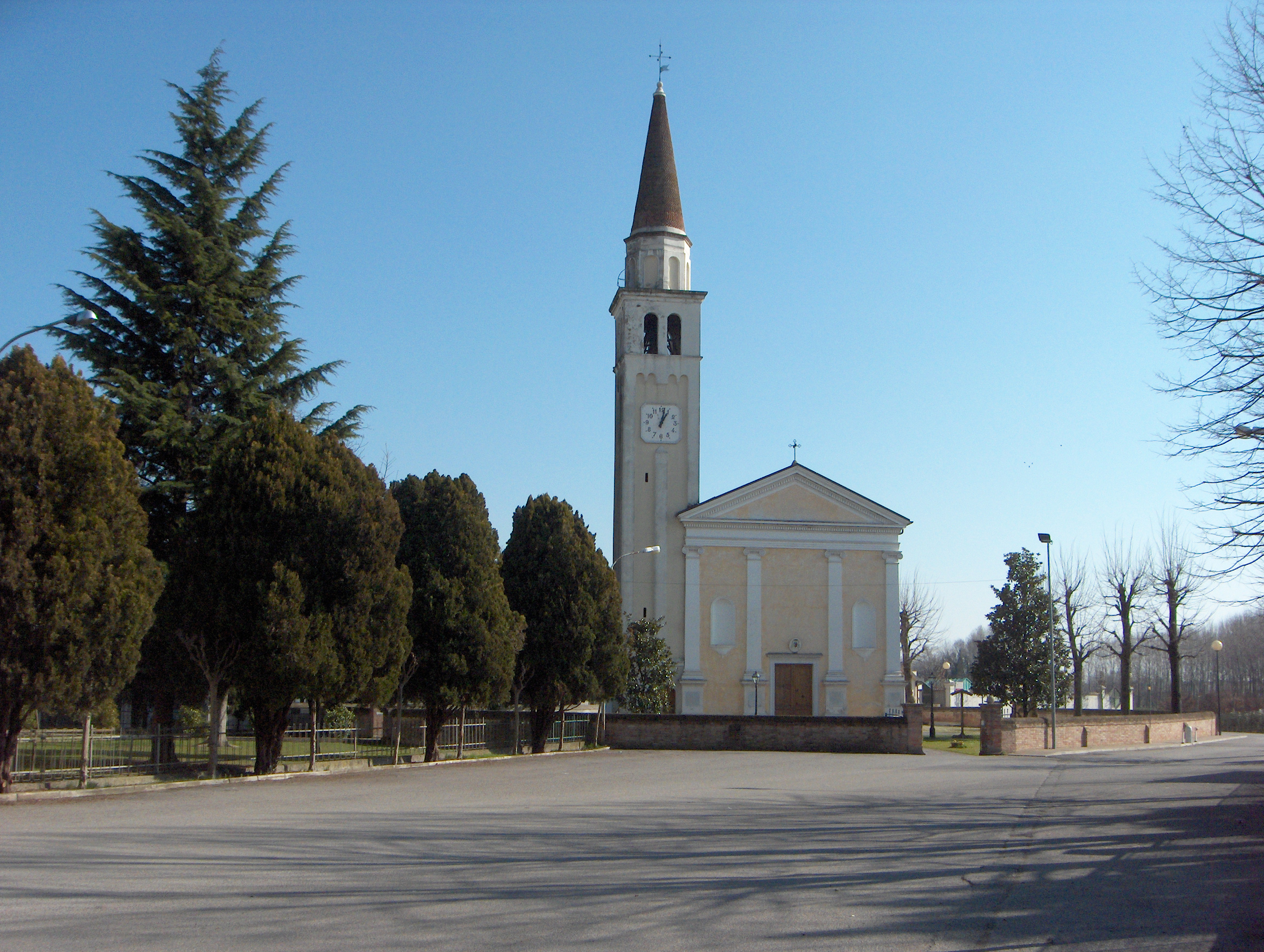
Biancade, Chiesa Parrocchiale
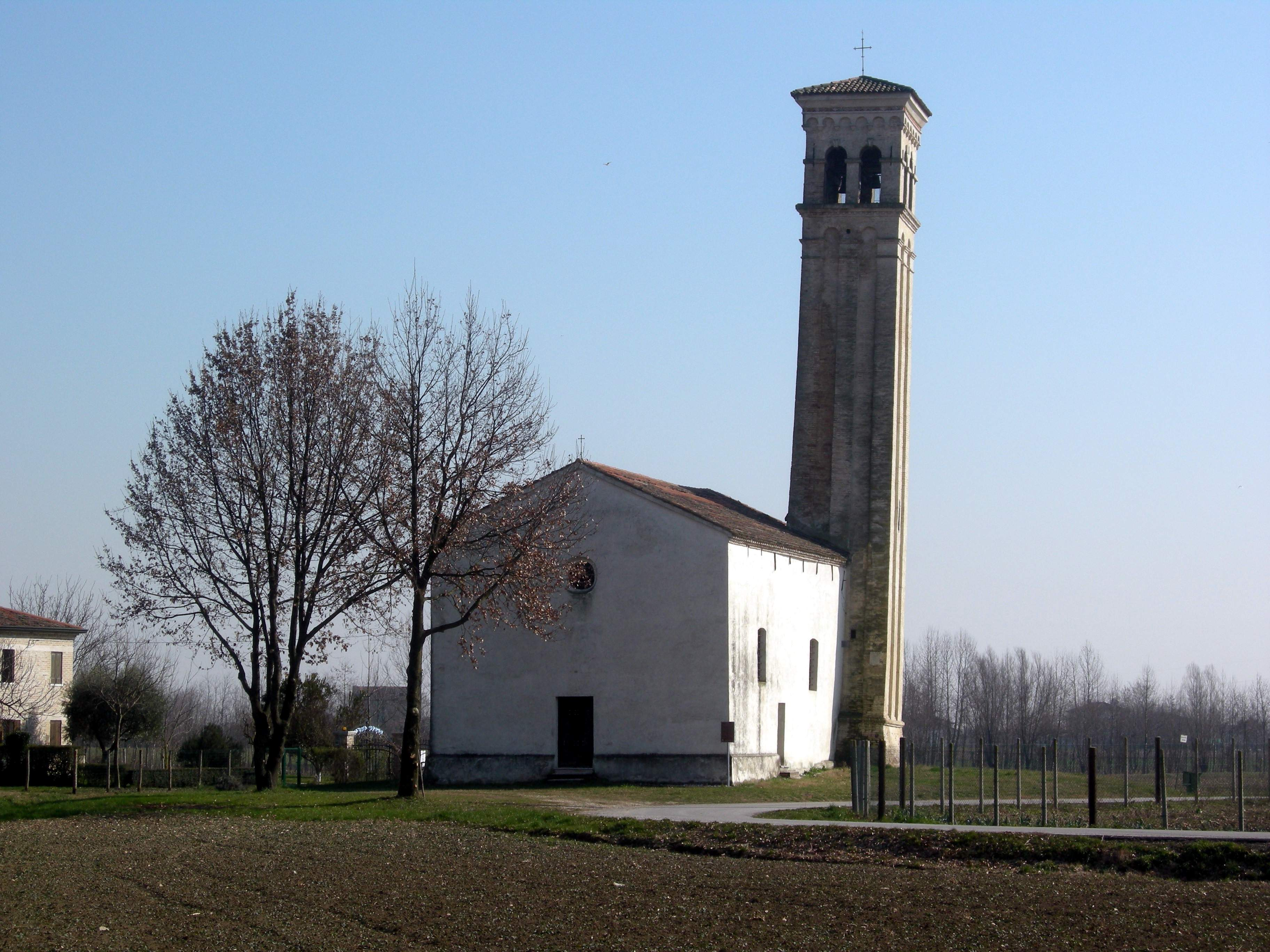
Chiesa di San Valentino a Biancade
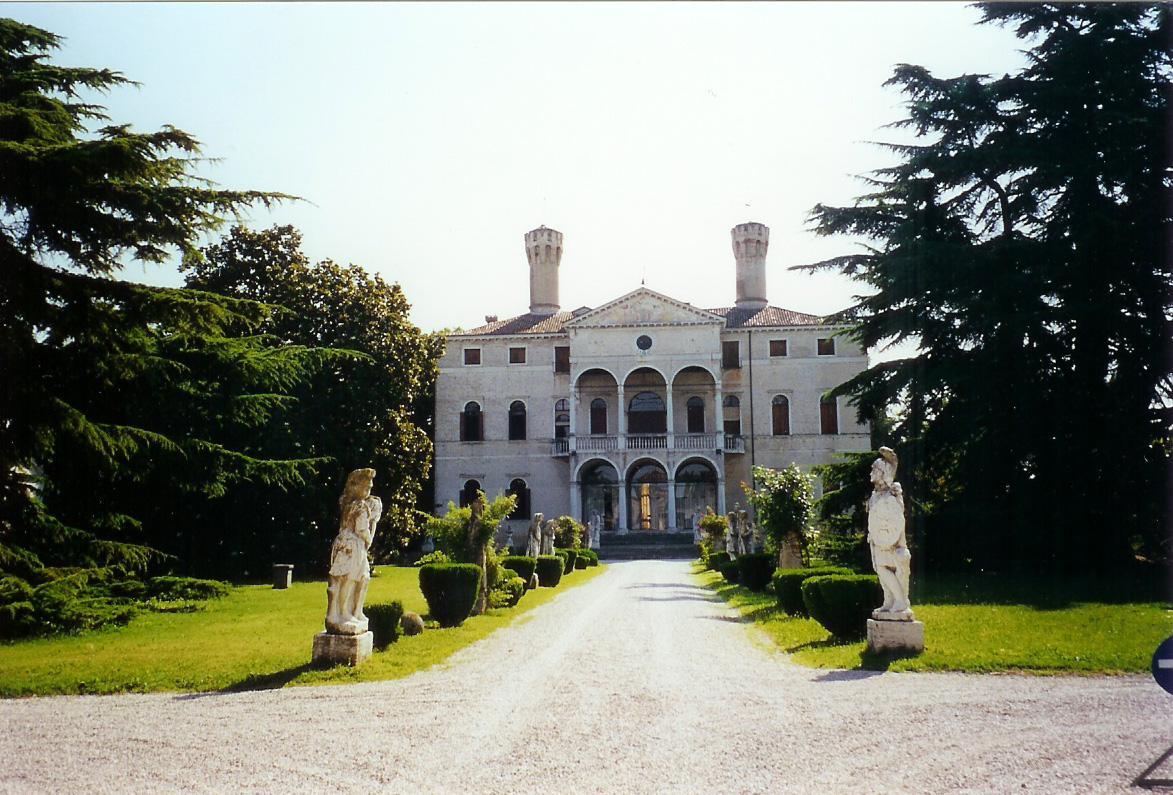
Villa Giustinian Roncade